# Tilman Seidensticker
Tilman Seidensticker (* 4. September 1955 in Göttingen) ist ein deutscher Orientalist. Von 1995 bis 2021 war er Professor für Islamwissenschaften an der Friedrich-Schiller-Universität Jena.

## Leben und Wirken
Seidensticker wurde als Sohn des Lehrers Peter Seidensticker und seiner Frau Frauke, geb. Schnoor, in Göttingen geboren. Nach dem Abitur am Max-Planck-Gymnasium in Göttingen im Mai 1974 studierte er seit 1975 Arabistik, Gräzistik und Philosophie an der Georg-August-Universität Göttingen und wechselte 1978 an die Eberhard Karls Universität Tübingen, wo er im April 1982 den Magisterabschluss absolvierte. Im Mai 1982 wurde er in Tübingen mit einer von Manfred Ullmann und Josef van Ess betreuten Arbeit über Die Gedichte des Šamardal Ibn Šarīk zum Dr. phil. promoviert. Von 1982 bis 1983 war Seidensticker Wissenschaftlicher Mitarbeiter beim „Wörterbuch der Klassischen Arabischen Sprache“ in Tübingen und wechselte als Hochschulassistent an das Institut für Orientalistik der Justus-Liebig-Universität Gießen, wo er sich im Juli 1990 habilitierte. Anschließend war Seidensticker von 1991 bis 1995 Hochschuldozent für Islamkunde in Gießen. 1991/92 vertrat er den Lehrstuhls für Islamkunde an der Universität Kiel. 
Im März 1995 wurde er zum Professor für Islamwissenschaft an die Universität Jena berufen. Ab 1997 leitete er die Arbeitsstelle Jena zur Katalogisierung arabischer Handschriften innerhalb des langfristigen Forschungsunternehmens „Katalogisierung der Orientalischen Handschriften in Deutschland“ (KOHD) der Akademie der Wissenschaften zu Göttingen. Seit 2013 ist er Leiter des Gesamtprojekts KOHD und Herausgeber des Verzeichnisses der Orientalischen Handschriften in Deutschland. Er war Mitantragsteller des an der Universität Hamburg angesiedelten DFG-Sonderforschungsbereichs (SFB) 950 Manuskriptkulturen in Asien, Afrika und Europa, innerhalb dessen er von 2011 bis 2020 das Teilprojekt Die letzten Jahrzehnte der arabischen Manuskriptkultur (1870–1930): Koexistenz und Wechselwirkung mit dem Druck leitete. Von 2014 bis 2019 war er Prodekan und anschließend bis 2021 Dekan der Philosophischen Fakultät der Universität Jena. Seit dem Erreichen des Ruhestands in Jena im Oktober 2021 ist er Seniorprofessor an der Universität Hamburg.
Seit 2018 ist er korrespondierendes Mitglied der Niedersächsischen Akademie der Wissenschaften zu Göttingen.

## Schriften
- Die Gedichte des Šamardal Ibn Šarīk. Neuedition, Übersetzung, Kommentar. Harrassowitz, Wiesbaden 1983, ISBN 3-447-02368-6 (Zugl.: Tübingen, Univ., Diss., 1982 u.d.T.: Die Gedichte des Šamardal Ibn Šarīk).
- Altarabisch ‚Herz‘ und sein Wortfeld. Harrassowitz, Wiesbaden 1992, ISBN 3-447-03232-4 (Zugl.: Gießen, Univ., Habil.-Schr., 1990).